# Masamichi Yamada
Masamichi Yamada (山田 正道 Yamada Masamichi?, nacido el 7 de abril de 1981 en Kioto) es un exfutbolista japonés. Jugaba de centrocampista y su último club fue el FC Gifu de Japón.

## Trayectoria

### Clubes
| Club               | País  | Año         |
| ------------------ | ----- | ----------- |
| Kyoto Purple Sanga | Japón | 2004        |
| Arte Takasaki      | Japón | 2005 - 2006 |
| FC Gifu            | Japón | 2006 - 2008 |